# Corsia papuana
Corsia papuana är en enhjärtbladig växtart som beskrevs av Pieter van Royen. Corsia papuana ingår i släktet Corsia och familjen Corsiaceae.
Artens utbredningsområde är Papua Nya Guinea. Inga underarter finns listade.